# Amurrio
Amurrio là một đô thị trong tỉnh Álava, thuộc Xứ Basque, phía bắc Tây Ban Nha.
Đô thị này nằm ở độ cao 219 m trên mực nước biển, cách tỉnh lỵ Victoria 41 km. Amurio có diện tích 96,36 km², dân số 9.879 người (INE 2007) với mật độ 102,52 người/km². Mã số bưu chính là 01470